# Ятта, Нуа
Нуа Давид Ятта (нем. Nuha David Jatta; родился 15 марта 2006, Оснабрюк, Германия) — немецкий футболист, атакующий полузащитник клуба «Штутгарт II».

## Клубная карьера
Воспитанник клубов «Оснабрюк» и «РБ Лейпциг». 27 января 2024 года впервые попал в заявку основной команды «РБ Лейпциг» на матч чемпионата Германии против «Штутгарта», однако на поле не появился. 18 мая 2024 года дебютировал в Бундеслиге, выйдя на замену в матче против франкфуртского «Айнтрахта».

## Карьера в сборной
Выступал за сборную Германии до 18 лет.